# 엔리케 카브레라
엔리케 카브레라(스페인어: Enrique Cabrera, 1974년 7월 14일 ~)는 멕시코의 조각가, 복원가, 음악가, 사진작가이다. 그의 조각품은 루브르 박물관, 아트 쇼핑 파리, 앙티브의 피카소 박물관(프랑스), 도쿄의 모리 미술관(일본), 록펠러, 미트패킹, 아트바젤, 미국 햄튼 파인 아트 페어 등의 공간을 장식했다. 또한 그는 프란치스코 교황의 Scholas Ocurrentes, amfAR, 유니세프, Ricky Martin 재단, Eva Longoria 및 Les Couleurs Charity의 대사로서 주목할만한 참여를 통해 재단에 정기적으로 기부하고 있다.
카브레라는 멕시코 기관인 CENIDIAP (Centro Nacional de Investigación en Bellas Artes) 및 INBA(Instituto Nacional de Bellas Artes)와 협력하여 세계 여러 지역에서 여러 예술 복원 작업을 수행했다. 그는 2009년 프랑스 정부와 2010년 멕시코 정부에 의해 고대 복원 기술을 사용하여 국가 유산의 가장 중요한 조각 작품 중 일부를 복원하는 인물로 선정됐다.
그의 컬렉션 중 가장 뛰어난 컬렉션은 다음과 같다.  Trilogía(스페인어로 "삼부작"라는 뜻의 단어), Palmarius(스페인어로 "걸작"이란 뜻의 단어), Palmarius Colors, Skull Miami Colors, Cavallo Veloce(이탈리아어로 "빠른 말"이란 뜻의 단어), Naia, El Toro de Oro(스페인어로 "황금 황소"라는 뜻의 단어), El Toro Platino(스페인어로 "백금 황소"라는 뜻의 단어) 및 La Gran Manzana(스페인어로 "큰 사과"란 뜻의 단어) .
그를 대표하는 작품인 팔마리우스는 파리, 칸, 두바이, 로마, 플로렌스, 도쿄, 마이애미, 뉴욕, 로스앤젤레스 등 28개국 이상을 여행했다. 해당 작품의 일부인  라 그란 만자나는 Mitsui Group 계열사 중 하나이며 일본 최대 규모의 부동산 개발사이자 미국 내 가장 중요한 부동산 개발사인 Mitsui Fudosan America Inc.,와의 협업으로 뉴욕시에 경의를 표하기 위해 탄생한 21세기 공공 예술의 대표적 프로젝트이다.